# 谷和原村
谷和原村（やわらむら/やわはらむら）は、かつて茨城県筑波郡にあった村である。
2006年3月27日に伊奈町と合併し、つくばみらい市となった。

## 歴史
- 1889年（明治22年）4月1日：市町村制度施行により以下の村が発足。
  - 筑波郡
    - 鹿島村 ← 加藤村, 下小目村, 上小目村, 成瀬村, 宮戸村, 西丸山村, 東楢戸村, 西楢戸村, 古川村
    - 十和村 ← 上長沼村, 樛木村, 押砂村, 箕輪村, 北袋村, 下長沼村, 真木村, 田村
    - 福岡村 ← 福岡村, 台村, 南村, 伊左衛門新田, 仁左衛門新田, 坂野新田

  - 北相馬郡
    - 長崎村 ← 鬼長村, 川崎村
    - 小絹村 ← 新宿村, 寺畑村, 細代村, 杉下村, 平沼村, 筒戸村
- 1896年（明治29年）3月29日：北相馬郡長崎村が筑波郡に移行。
- 1938年（昭和13年）4月17日：鹿島村・長崎村が合併し、谷原村が発足。
- 1955年（昭和30年）3月1日：谷原村・十和村・福岡村が北相馬郡小絹村と合併し、谷和原村が発足。
- 1981年   (昭和56年)　4月27日：村内に常磐自動車道が開通し、谷和原インターチェンジが完成。
- 2005年（平成17年）8月24日：首都圏新都市鉄道つくばエクスプレス開業。みらい平駅設置。
- 2006年（平成18年）3月27日：筑波郡伊奈町と合併・市制施行し、つくばみらい市が発足。

## 地理
茨城県南部に位置する。
- 河川：鬼怒川、小貝川

## 交通

### 鉄道
- 関東鉄道
  - 常総線：小絹駅
- 首都圏新都市鉄道
  - つくばエクスプレス：みらい平駅

### 道路
- 高速道路
  - 常磐自動車道：谷和原IC
- 一般国道
  - 国道294号
  - 国道354号